# Trond Pedersen
Trond Pedersen (ur. 10 lutego 1951 w Kristiansand) – norweski piłkarz występujący na pozycji obrońcy. Trener piłkarski.

## Kariera klubowa
Pedersen karierę rozpoczynał w 1969 roku w pierwszoligowym zespole IK Start. W sezonie 1969 spadł z nim do drugiej ligi. W sezonie 1972 wraz ze Startem awansował z powrotem do pierwszej. W kolejnych sezonach dwukrotnie zdobył z nim mistrzostwo Norwegii (1978, 1980), a pięć razy zajął 3. miejsce w lidze (1973, 1975, 1979, 1983, 1984). W 1984 roku zakończył karierę.

## Kariera reprezentacyjna
W reprezentacji Norwegii Pedersen zadebiutował 9 czerwca 1975 w przegranym 1:3 meczu eliminacji Mistrzostw Europy 1976 z Jugosławią. W latach 1975–1981 w drużynie narodowej rozegrał 42 spotkania.